# 이단패
이단패는 연이어 두 번 따내는 단계를 거쳐야 일단락되는 패를 뜻한다. 패가 연속해서 이어지며 한번에 해소되지 않는 것이다. 